# Nông nghiệp Bắc Triều Tiên

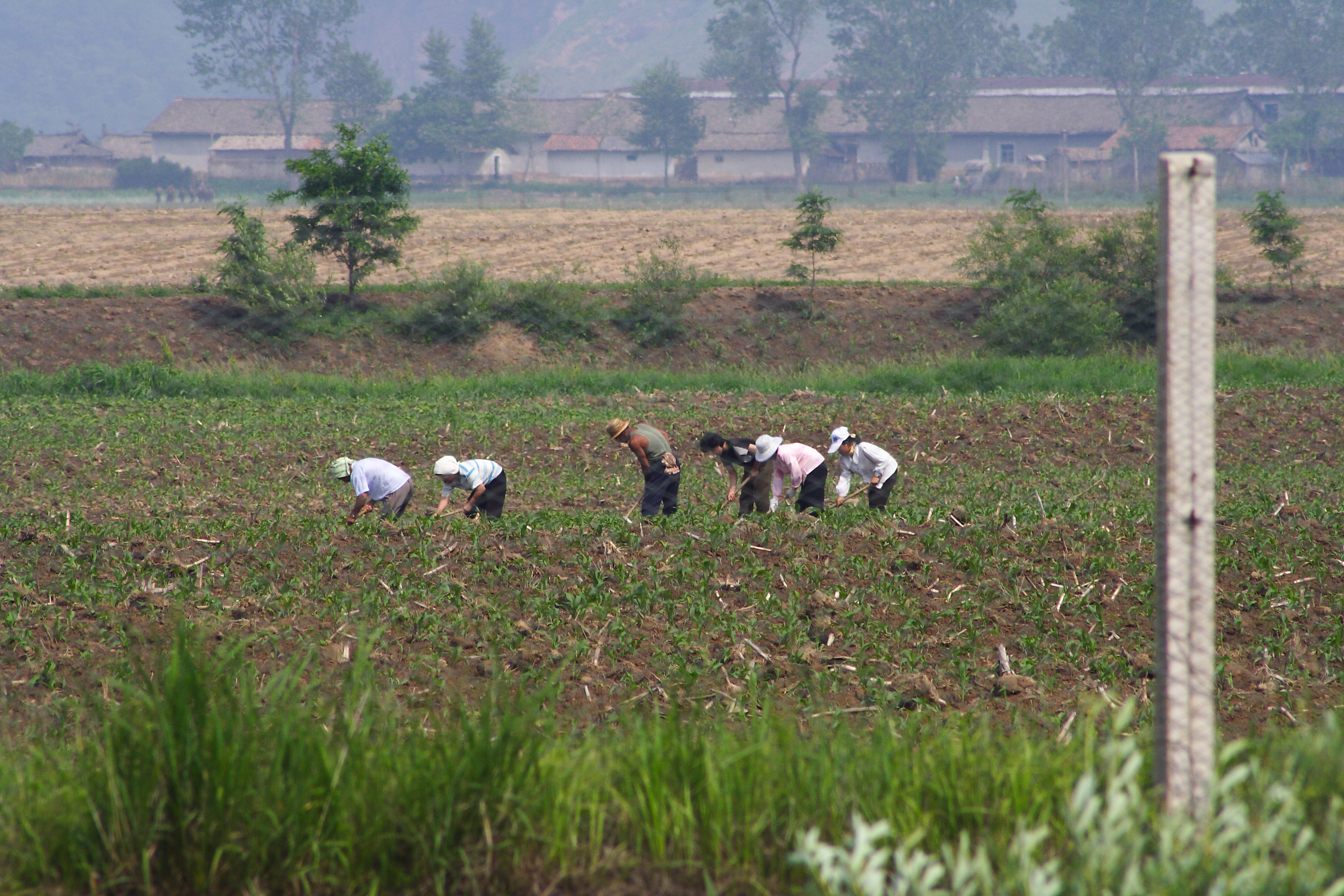
Nông dân Triều Tiên trên đồng

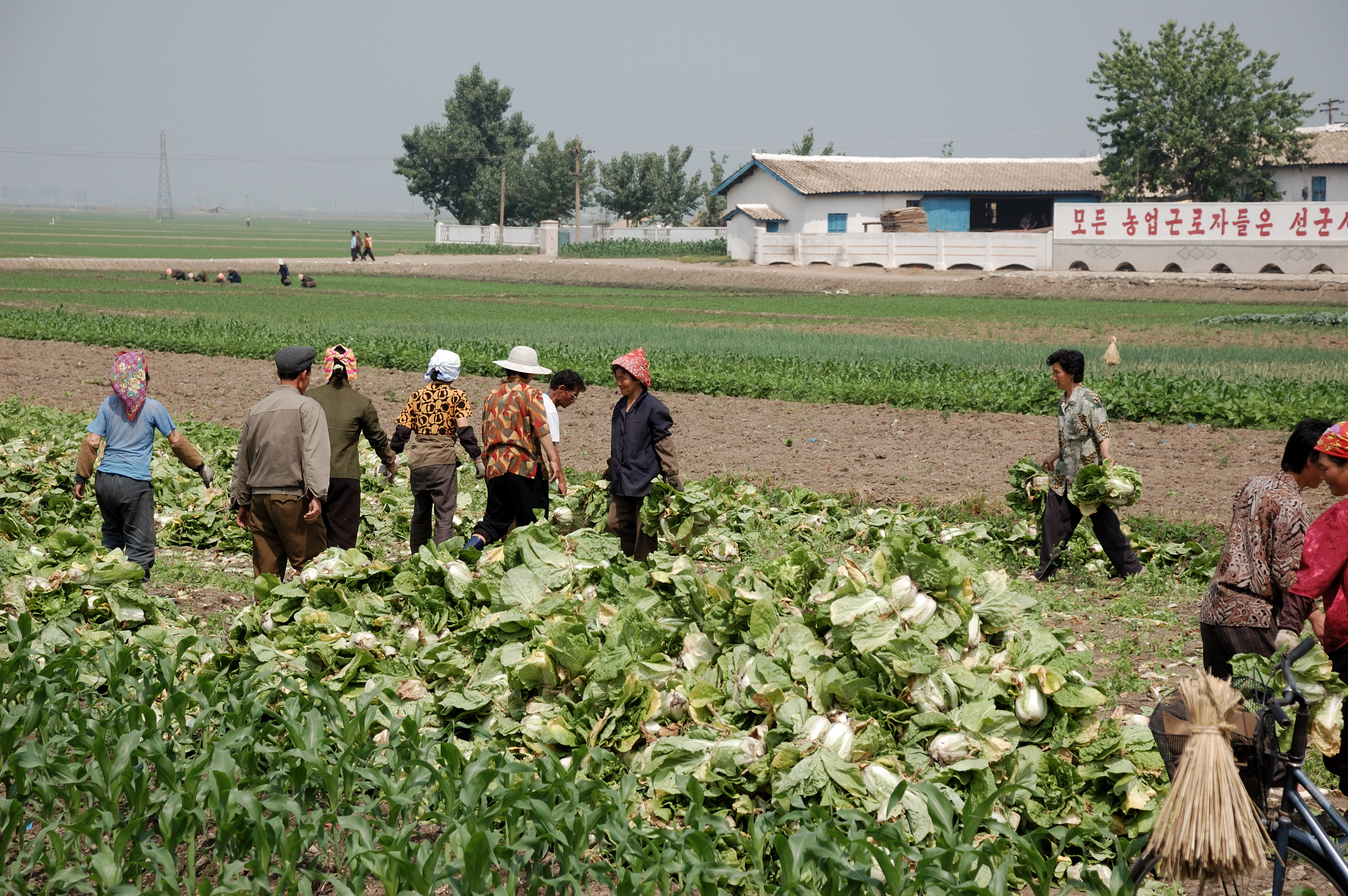
Một trang trại của Triều Tiên, 2008.

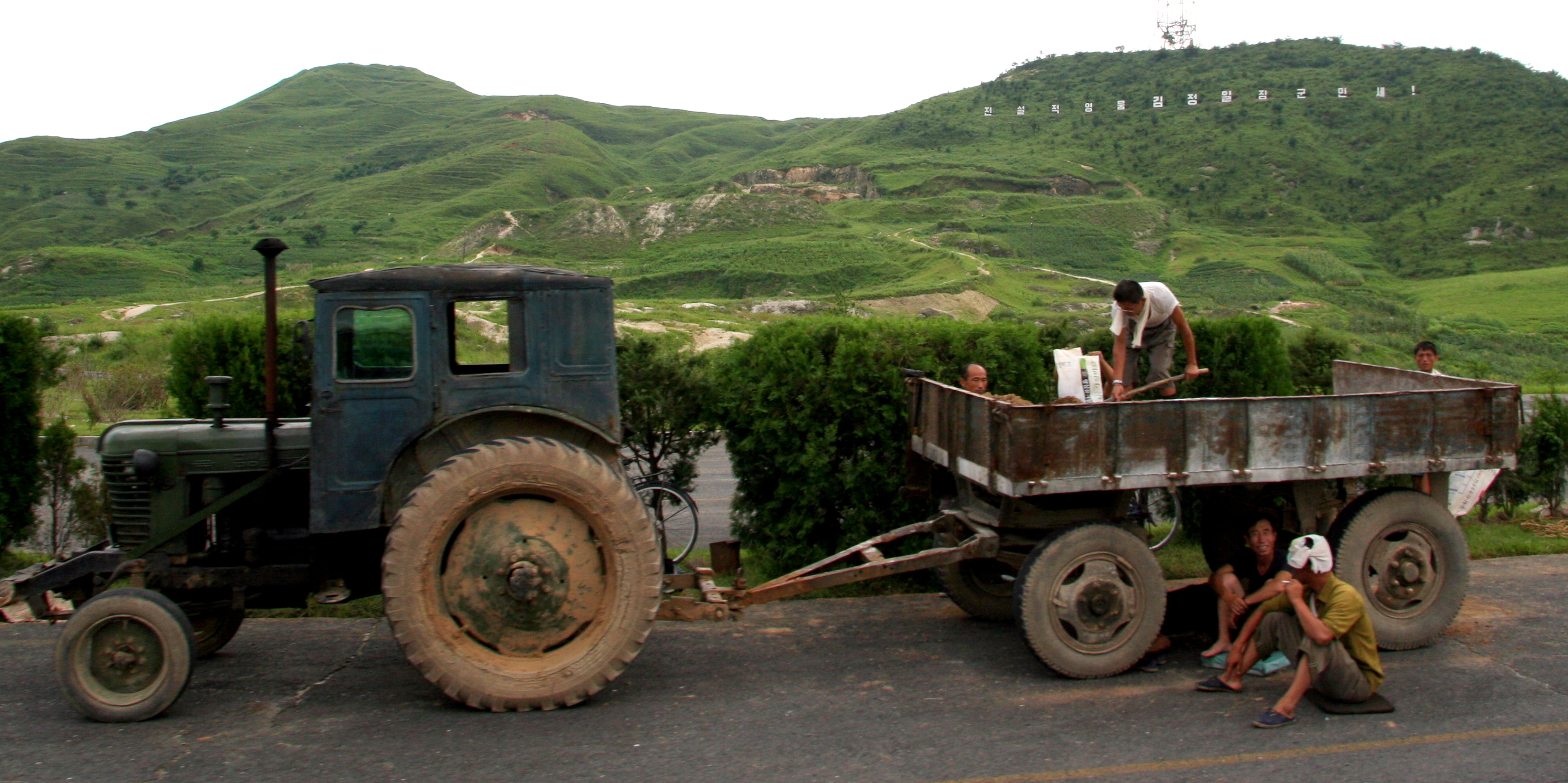
Một máy kéo ở Triều Tiên.

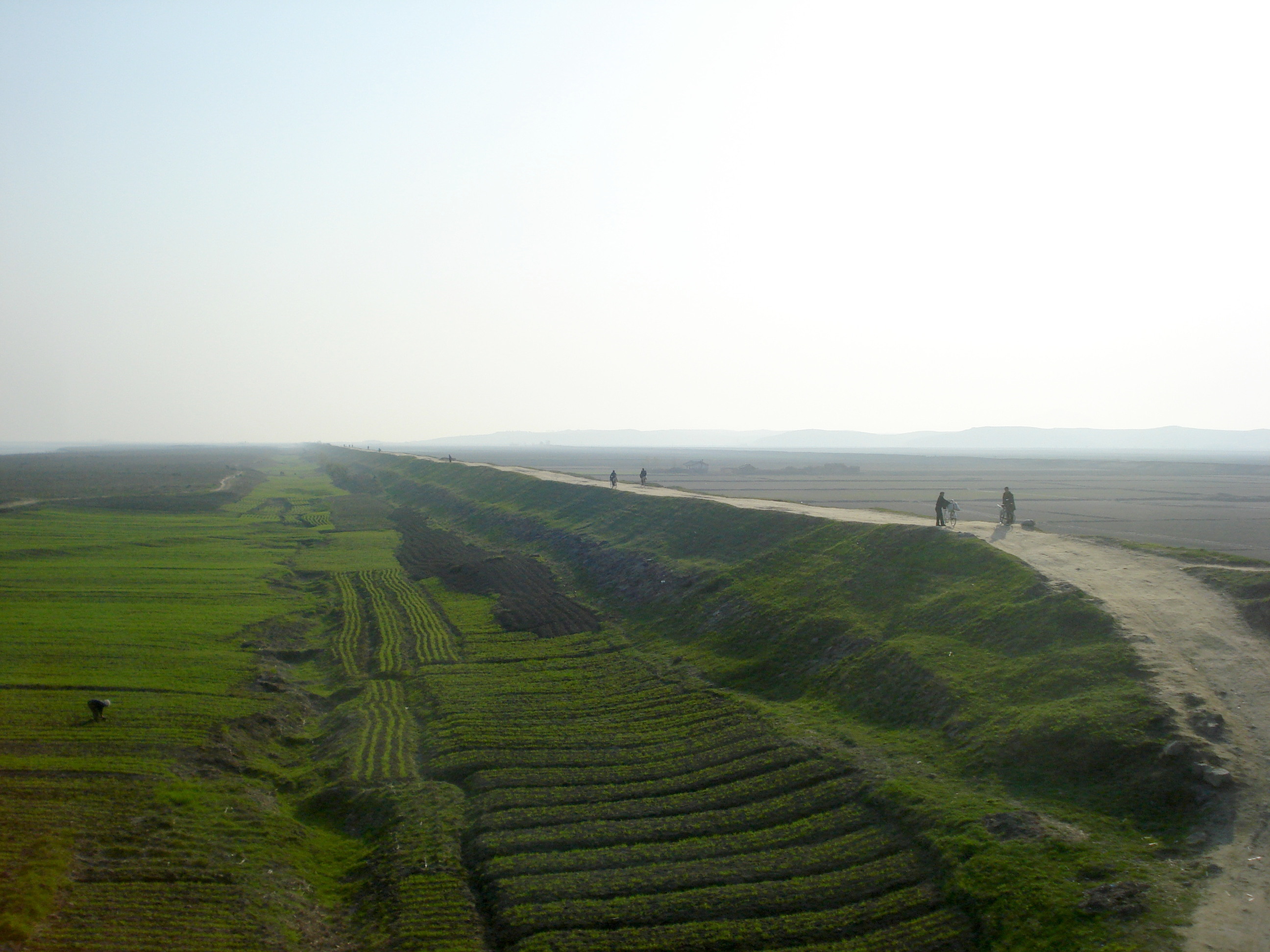
Cây trồng ở Pyongan Bắc, Triều Tiên.

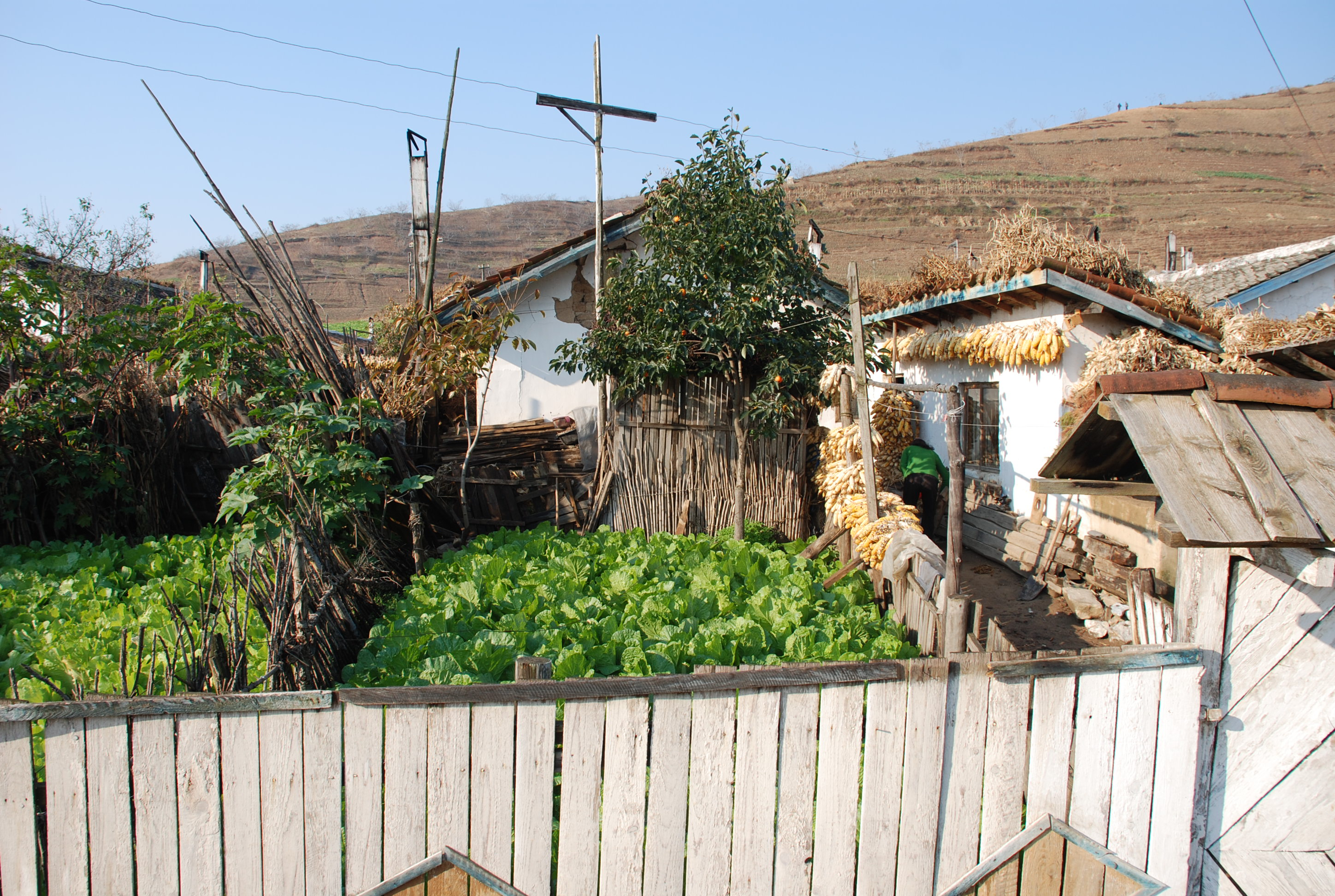
Thực phẩm được trồng ở các khu vườn riêng xung quanh nhà người dân.

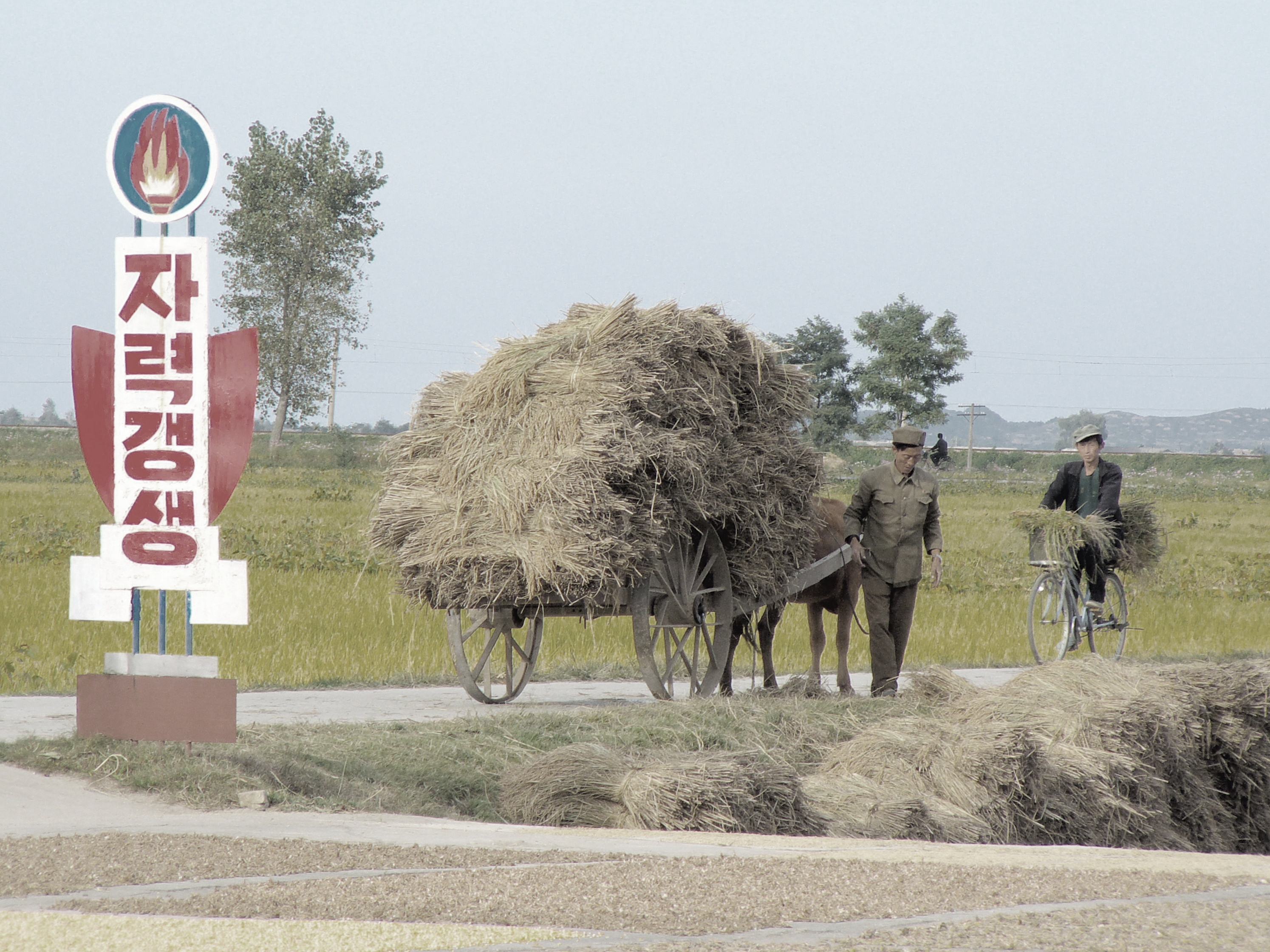
Một binh sĩ Triều Tiên tham gia sản xuất nông nghiệp, có thời điểm 1/4 quân số nước này đã được điều đi làm kinh tế

Nông nghiệp Bắc Triều Tiên chỉ về ngành nông nghiệp và các hoạt động trồng trọt, canh tác, thu hoạch, chế biến, phân phối lương thực, thực phẩm trong nền kinh tế Bắc Triều Tiên. Nông nghiệp ở Bắc Triều Tiên tập trung ở vùng đồng bằng của bốn tỉnh ven biển phía tây, nơi có mùa sinh trưởng dài hơn, đất bằng phẳng, lượng mưa đầy đủ và đất được tưới tiêu tốt cho phép thâm canh cây trồng nhiều nhất. Một dải đất hẹp màu mỡ tương tự chạy qua các tỉnh ven biển phía đông Hamgyŏng và tỉnh Kangwŏn
Các tỉnh nội địa Chagang và Ryanggang có quá nhiều núi, lạnh và khô nên không thể canh tác với khối lượng lớn. Những ngọn núi chứa phần lớn trữ lượng rừng của Triều Tiên trong khi các chân đồi bên trong và giữa các vùng nông nghiệp chính cung cấp đất để chăn thả gia súc và trồng cây ăn quả.
Cây trồng chính bao gồm lúa và khoai tây. 23,4% lực lượng lao động của Triều Tiên làm việc trong lĩnh vực nông nghiệp vào năm 2012.

## Niên giám
Năm 2005, Tổ chức Nông Lương thế giới (FAO) đã xếp Triều Tiên đứng hạng 10 trong sản lượng thu hoạch trái cây tươi và đứng thứ 19 về sản lượng táo.. Triều Tiên được đánh giá là một trong những nước có mức độ bất ổn lương thực cao nhất toàn cầu. Thập niên 1990, khoảng 1/3 dân số nước này, trong tổng số 24 triệu dân thiếu thực phẩm tiêu dùng hay thực phẩm thiết yếu. Triều Tiên cần đến 5,5 triệu tấn ngũ cốc để nuôi được số dân 24 triệu của mình nhưng những năm cao nhất vào thập niên 1990 cũng chỉ thu hoạch được khoảng 4 đến 4,5 triệu tấn. Ở những vùng hẻo lánh, lao động nông nghiệp ở Triều Tiên vẫn dùng công cụ không khác gì thời xưa, với phụ nữ mang trên lưng những chiếc gùi bằng gỗ. Trong công việc đồng áng, trâu bò là một loại xa xỉ phẩm, máy cày là một giấc mơ.
Năm 2011, Quỹ Nhi đồng Liên Hợp Quốc (UNICEF) ước tính khoảng 1/4 dân số CHDCND Triều Tiên tức khoảng 6 triệu người đang rơi vào tình trạng thiếu ăn, trong số đó, gần 1 triệu người là trẻ em dưới 5 tuổi, cứ 3 trẻ em lại có 1 trẻ bị suy dinh dưỡng mạn tính hoặc quá thấp còi so với tuổi, 1/3 trẻ em bị suy dinh dưỡng kinh niên hoặc quá thấp còi so với độ tuổi của mình, gần 2,4 triệu người dân Triều Tiên cần được hỗ trợ lương thực và 28% trẻ em Triều Tiên dưới 5 tuổi bị suy dinh dưỡng. Năm 2011, khi ông Kim Jong - un lên nắm quyền, Triều Tiên được mùa, kết quả đó giúp nước này giảm được một nửa số người dân không tự túc được lương thực, từ 6,1 triệu xuống 3 triệu người. Tuy nhiên, điều đó không khỏa lấp được thực trạng lạc hậu trong khâu sản xuất. Chính điều đó đã thúc đẩy nhà lãnh đạo mới thực hiện công cuộc cải cách. Những chính sách cải cách mạnh mẽ trong nông nghiệp dưới thời ông Kim Jong - un đã giúp sản lượng lương thực của Triều Tiên tăng tới 30%.
Năm 2013, Triều Tiên thực hiện cải cách nông nghiệp, các biện pháp cải cách của Triều Tiên được Kim Jong-un đưa ra nhằm giải quyết nạn thiếu lương thực do mùa màng thất bát trong đó có việc tăng sản lượng khoai tây ở Bắc Triều Tiên. Cụ thể là người nông dân Triều Tiên đã bắt đầu được bán nông sản ra thị trường. Đây là một trong những bước đi mới nhất trong chính sách cải cách nông nghiệp nhằm thúc đẩy năng suất mà Chính phủ Triều Tiên đưa ra trong năm. Nông dân trên toàn Triều Tiên kể từ năm 2013 không còn phải đóng cho Nhà nước lượng nông sản theo định mức, thay vào đó Chính phủ CHDCND Triều Tiên chỉ yêu cầu nông dân hoàn lại một lượng sản phẩm nhất định để bù đắp cho các chi phí về hạt giống, phân bón hay nhiên liệu mà Nhà nước đã cung cấp, phần dư thừa, nếu nông dân sản xuất ra, sẽ do người nông dân toàn quyền quyết định, họ có thể giữ làm lương thực cho gia đình hay bán ra các khu chợ tư nhân
Năm 2016, Tổ chức Lương Nông Liên Hiệp Quốc (FAO) cho biết sản lượng lương thực ở Triều Tiên lần đầu tiên sụt giảm kể từ năm 2010, khiến nạn đói ở nước này có thể nghiêm trọng hơn giữa lúc lượng mưa đang thấp. Theo FAO, Triều Tiên sản xuất được khoảng 5,4 triệu tấn lương thực - gồm ngũ cốc, đậu nành và khoai tây - trong năm 2015 (giảm 0,5 triệu tấn so với năm 2014). Tổ chức này ước tính Bình Nhưỡng đang đối mặt nguy cơ thiếu 394.000 tấn ngũ cốc - cao nhất kể từ giai đoạn 2011-2012. Nguyên nhân do mưa ít, hàng viện trợ nước ngoài giảm sút mấy năm gần đây khiến tình trạng thiếu lương thực kinh niên ở Triều Tiên thêm tồi tệ. Ngoài ra, nguồn cung phân bón, nhiên liệu hạn chế cũng góp phần kéo giảm sản lượng vụ mùa năm 2015. Liên Hiệp Quốc từng cảnh báo về một cuộc khủng hoảng lương thực tiềm tàng ở Triều Tiên do đợt hạn hán nghiêm trọng nhất trong 100 năm qua.
Năm 2017, Triều Tiên ồ ạt nhập thực phẩm từ Trung Quốc. Số liệu hải quan cho thấy xuất khẩu lương thực từ Trung Quốc vào Triều Tiên đã tăng dữ dội trong 1 năm qua. Điều đó sự lệ thuộc ngày càng nhiều của Bình Nhưỡng vào Bắc Kinh. gần 30 mặt hàng lương thực xuất khẩu đi Triều Tiên tăng vọt trong thời gian qua, chẳng hạn bắp tăng 32 lần, từ 400 tấn lên gần 12.734 tấn; chuối từ 63,4 tấn lên 1.156 tấn; bột mì từ dưới 0,6 tấn lên 7,6 tấn. Mặt hàng rượu mạnh tăng hơn 4 lần, lên 9,5 triệu lít trong quý 2 năm nay, so với 2,1 triệu lít của cùng kỳ năm ngoái. Tương tự, Triều Tiên nhập hơn 11 triệu tấn gạo trong quý 2-2017, tăng từ mức 3,5 triệu cùng kỳ 2016. Ngoài ra, Bình Nhưỡng cũng tăng mua các sản phẩm khác như bia, bánh kẹo, sô cô la, bánh mì, bánh quy. Việc Triều Tiên tăng nhập khẩu lương thực trùng với thời điểm kho lương của nước này thiếu hụt nghiêm trọng do thiên tai.
Năm 2018, Triều Tiên ghi nhận sản lượng lương thực thấp nhất trong hơn một thập niên do thảm họa thiên nhiên, thiếu đất canh tác và phương pháp nông nghiệp kém hiệu quả, cụ thể, sản lượng lương thực năm 2018 của Triều Tiên chỉ đạt 4,95 triệu tấn, giảm 500.000 tấn, sản lượng lúa và lúa mì giảm từ 12-14%, đậu tương giảm 39% và khoai tây giảm 34%. Sản lượng lương thực giảm khiến 10.9 triệu người Triều Tiên, tương đương 43% dân số, cần hỗ trợ nhân đạo trước nguy cơ bị suy dinh dưỡng và mắc nhiều bệnh khác Theo đánh giá của Tổ chức Nông - Lương Liên Hợp quốc (FAO) năm 2018, Triều Tiên vẫn là 1 trong 40 quốc gia (31 quốc gia trong số đó ở châu Phi) còn cần phải trợ giúp lương thực từ nước ngoài. Theo số liệu của FAO, năm 2018, Triều Tiên nhập khẩu 456.000 tấn lương thực, trong đó có 390.000 tấn nhập trực tiếp và 66.000 tấn là hàng viện trợ.
Năm 2021, Báo cáo của Tổ chức Nông lương Liên Hợp Quốc (FAO) cho thấy, Triều Tiên có thể thiếu 860.000 tấn lương thực trong năm 2021. Triều Tiên dự kiến sẽ sản xuất được 5,5 triệu tấn lương thực trong năm nông nghiệp 2020-2021, thấp hơn sản lượng trung bình 5,6 triệu tấn trong 5 năm. Trong đó, sản lượng gạo là 2,1 triệu tấn, ngô 2,2 triệu tấn, khoai tây 377.000 tấn, các loại đậu 230.000 tấn và ngũ cốc khác 161.000 tấn. Ngoài ra, sản lượng lúa mì, lúa mạch và khoai tây trong vụ đông xuân là khoảng 466.000 tấn. Sau quá trình chế biến gạo (tỷ lệ chế biến 66%), tổng lượng lương thực có sẵn thực tế của Triều Tiên đạt gần 4,9 triệu tấn, cao hơn so với mức tiêu thụ lương thực trung bình hàng năm là 4,5 triệu tấn. Tuy nhiên, nếu xét đến các yếu tố thức ăn, gieo trồng và lương thực nhập khẩu, Triều Tiên có thể thiếu 860.000 tấn lương thực, con số này tương đương với mức tiêu thụ lương thực của Triều Tiên trong khoảng 2,3 tháng.
Năm 2022, theo Tổ chức Lương thực và nông nghiệp Liên hợp quốc (FAO), miền Bắc sản xuất được 4,5 triệu đến 5 triệu tấn ngũ cốc mỗi năm nhưng lại có nhu cầu lên tới 6 triệu tấn. Hàn Quốc có gấp đôi dân số và tiêu thụ khoảng 20 triệu tấn ngũ cốc hàng năm, bao gồm cả ngũ cốc làm thức ăn chăn nuôi và nếu dựa trên mức tiêu thụ so sánh, Bắc Triều Tiên sẽ cần khoảng 10 triệu tấn ngũ cốc, cho thấy tình trạng thiếu lương thực trầm trọng tại nước này, chỉ khoảng 50-60% người dân Bắc Triều Tiên được nhận bao cấp lương thực còn 40% còn lại chỉ được chia lương thực chứ không thể gọi là bao cấp. Trước đây, một người dân miền Bắc được nhận trung bình khoảng 600g/ngày. Tuy nhiên, gần đây nước này đã hạ thấp mức này xuống 500g/người do khó khăn kinh tế. Mặc dù vậy, trước tình trạng thiếu lương thực ngày càng trầm trọng, con số thực tế ước tính hiện tại chỉ ở mức 400g.

## Canh tác

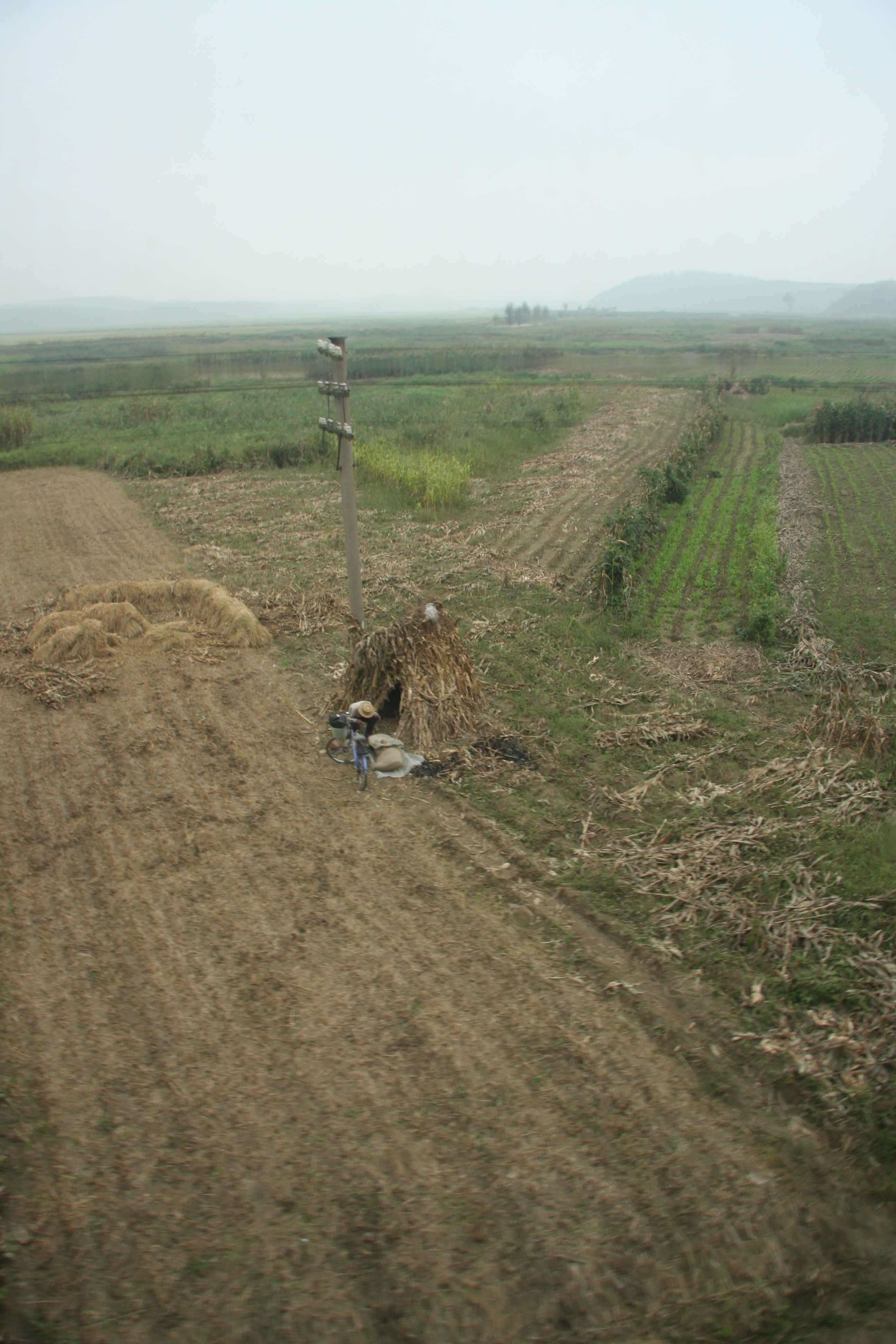
Cánh đồng nông nghiệp tại Triều Tiên

Nguồn tài nguyên nông nghiệp thưa thớt của Triều Tiên hạn chế sản xuất nông nghiệp. Điều kiện khí hậu, địa hình, đất đai không đặc biệt thuận lợi cho việc trồng trọt, mùa vụ tương đối ngắn. Chỉ có khoảng 17% tổng diện tích đất đai, hoặc khoảng 20.000 km2, là có thể trồng trọt được, trong đó 14.000 km2 là rất thích hợp cho việc trồng ngũ cốc; phần lớn đất nước có địa hình núi non hiểm trở.
Thời tiết thay đổi rõ rệt tùy theo độ cao và việc thiếu lượng mưa cùng với đất đai cằn cỗi khiến đất ở độ cao trên 400 mét không phù hợp cho các mục đích khác ngoài chăn thả gia súc. Lượng mưa không đều về mặt địa lý và theo mùa, và ở hầu hết các vùng trên đất nước, có tới một nửa lượng mưa hàng năm xảy ra trong ba tháng mùa hè. Mô hình này thuận lợi cho việc trồng lúa ở những vùng ấm hơn được trang bị mạng lưới thủy lợi và kiểm soát lũ lụt. Năng suất lúa đạt 5,3 tấn/ha, gần đạt tiêu chuẩn quốc tế.
Về diện tích đất canh tác, Triều Tiên luôn thiếu lương thực triền miên từ năm này sang năm khác, theo một quan chức của Nga bởi họ không có đất để làm nông nghiệp. Triều Tiên có địa hình chủ yếu là đồi núi và chỉ một phần nhỏ đất đai thích hợp cho việc trồng trọt, chiếm khoảng 17 – 18% tổng diện tích, tương đương chỉ hơn 2 triệu ha có thể trồng trọt. Trong đó có khoảng 1,4 triệu ha thích hợp để trồng các loại ngũ cốc. Ngoài ra, năng suất các loại cây trồng đang giảm sút nghiêm trọng do tình trạng cô lập của nước này khiến nguồn cung phân bón và vôi thiếu hụt trầm trọng. Triều Tiên phải lên kế hoạch cho một dự án nông nghiệp chưa từng có trước đây, sử dụng đất nông nghiệp tại Nga để trồng đậu tương, khoai tây, ngô, các loại cây trồng khác và lập các trang trại chăn nuôi dê lấy sữa.
Về mức độ ảnh hưởng từ điều kiện tự nhiên, nông nghiệp CHDCND Triều Tiên đặc biệt dễ bị ảnh hưởng từ tự nhiên nhất là ảnh hưởng do lũ lụt, hạn hán và giá rét. Hầu như năm nào, theo báo cáo, đất nước CHDCND Triều Tiên cũng gặp phải thiên tai địch họa, những tai ương liên tục tác động vào nền nông nghiệp lạc hậu của nước này, đặc biệt là những trận lũ lụt lớn năm 1995 và năm 2007 có quy mô lớn và diễn ra trên diện rộng đã ảnh hưởng mạnh đến nông nghiệp gây thiệt hại to lớn. Ảnh hưởng của thiên tai khiến CHDCND Triều Tiên mất mùa, hệ quả là thu hoạch giảm sút hoặc mất trắng dẫn đến thiếu lương thực triền miền, và tạo nguy cơ xảy ra nạn đói. Nền nông nghiệp Triều Tiên còn chịu ảnh hưởng xấu bởi tình trạng quản lý sản xuất nông nghiệp kém cũng như những chính sách của nhà nước không tạo ra động lực sản xuất cho nông dân.
Các vấn đề lớn gây ra bởi lũ lụt không chỉ phá hủy đất trồng và mùa màng, mà còn mất dự trữ gạo khẩn cấp, do phần lớn lượng dữ trữ này được lưu kho dưới lòng đất, lũ lụt năm 1994 và 1995 đã phá hủy khoảng 1,5 triệu tấn dự trữ ngũ cốc, và 1,2 triệu tấn (12%) sản lượng ngũ cốc đã bị mất trong lũ năm 1995. Vào năm 2007, những trận lụt trong năm 2007 đã phá hủy nặng nề hơn 1/10 đất trồng trọt, trong đó có hơn 11% cánh đồng lúa và ngô bị ngập nước hoặc cuốn trôi và tính chung, nước này bị mất tới một phần tư sản lượng lương thực do các trận lũ lụt, năm 2011, những trận bão nhiệt đới đã gây thiệt hại mùa màng, hoa màu khoảng 60.000 ha thậm chí là 650.000 ha đất nông nghiệp ở tỉnh Hwanghae, miền Nam nước này đã ngập sâu trong nước (trong đó hơn 20.000 ha đất nông nghiệp bị nhấn chìm và phá hủy)

## Nông sản

### Gạo
Gạo là nông sản chính của Triều Tiên.

### Khoai tây
Khoai tây đã trở thành nguồn thực phẩm quan trọng ở Triều Tiên. Sau nạn đói những năm 1990, một "cuộc cách mạng khoai tây" đã diễn ra. Từ năm 1998 đến năm 2008, diện tích trồng khoai tây ở Triều Tiên đã tăng gấp bốn lần lên 200.000 ha và mức tiêu thụ bình quân đầu người tăng từ 16 đến 60 kilôgam (35 đến 132 lb) mỗi năm.
Khoai tây vốn được coi là thực phẩm hạng hai nhưng đã trở thành lương thực chính ở nông thôn, thay thế gạo.

### Sản phẩm nhà kính
Kể từ năm 2014, nhiều nhà kính đã được xây dựng, được tài trợ bởi các thương nhân bán tư nhân mới hợp tác với nông dân để trồng các loại trái cây mềm như dâu tây và dưa. Các thương lái sắp xếp việc phân phối và bán hàng tại các chợ Jangmadang ở các thành phố.

### Gia cầm
Tính đến năm 2021, cả nước có gần 30 trang trại gà lớn.